# Victoria Jaworzno
GKS Victoria Jaworzno – polski klub piłkarski z Jaworzna.
11 marca 2011 roku GKS Victoria Jaworzno ze względu na brak środków na dalsze funkcjonowanie zawiesił swoją działalność. W 2014 roku został reaktywowany jako Victoria 1918 Jaworzno. Od stycznia 2024 ponownie wrócił do nazwy GKS Victoria Jaworzno

## Historia

### Dotychczasowe nazwy
| Lata           | Nazwa klubu            | Pełna nazwa klubu                            |
| -------------- | ---------------------- | -------------------------------------------- |
| 1918 – 1939    | TSV Jaworzno           | Towarzystwo Sportowe „Victoria” Jaworzno     |
| 1945 – 1952    | RKS Victoria           | Robotniczy Klub Sportowy "Victoria" Jaworzno |
| 1952 – 1957    | KS Górnik              | Klub Sportowy "Górnik" przy KWK Bierut       |
| 1957 – 1974    | GKS Victoria           | Górniczy Klub Sportowy "Victoria" Jaworzno   |
| 1974 – 1981    | GKS Jaworzno           | Górniczy Klub Sportowy Jaworzno              |
| 1981 – 2011    | GKS Victoria Jaworzno  | Górniczy Klub Sportowy „Victoria” Jaworzno   |
| 2014 – 2023    | Victoria 1918 Jaworzno | Stowarzyszenie Victoria 1918 Jaworzno        |
| 2023 – obecnie | GKS Victoria Jaworzno  | Górniczy Klub Sportowy „Victoria” Jaworzno   |

### Założenie klubu
GKS Victoria jest pierwszym klubem, jaki powstał w mieście. Po zakończeniu wojny i odzyskaniu niepodległości i wolności Polski, z frontu powróciła starsza młodzież, a wśród niej Emil Dawidowicz. Emil przy pomocy starszych kolegów – Rudolfa Hota (ślusarza z Morawskiej Ostrawy) i Rudolfa Glosera (piekarza z Bielska) założył Towarzystwo Sportowe. Klubowi została nadana nazwa „TSV Jaworzno”, co oznacza Towarzystwo Sportowe Victoria Jaworzno. Działo się to w roku 1918 i właśnie ten rok oficjalnie został przyjęty jako data założenia klubu. Nazwa klubu została zaczerpnięta od słynnej wówczas czechosłowackiej drużyny „Viktoria Žižkov”.
Klub istniał już na dobrą sprawę od roku 1914, była to jednak forma tajna, w postaci zgromadzenia osób. W 1918 roku zostały sformowane już regulaminy klubowe, statut, dlatego też ten rok jest uznawany za datę graniczną.

### Współczesność
Obecnie istnieje tylko sekcja piłki nożnej, która od 1998 do 2011 roku grała nieprzerwanie w czwartej lidze. W tym czasie w klubie (jako wychowankowie, a także sprowadzeni zawodnicy) grali między innymi tacy piłkarze jak: Ryszard Czerwiec, który to na jeden sezon powrócił do swego macierzystego klubu, Jan Urban, Bartłomiej Chwalibogowski, Roman Madej, Davor Tasić, Branko Rašić, Radosław Gabiga, Tomasz Jedynak, Adam Gola czy Tomasz Grygiel. Sekcja zakończyła grę wycofując się po rundzie jesiennej sezonu 2010/2011.
Po trzech latach od ogłoszenia zaprzestania działalności „Vici”, klub wrócił na polskie boiska dzięki kibicom i sympatykom klubu w sezonie 2014/15 zgłaszając się do rozgrywek o mistrzostwo B klasy.

## Sukcesy
- 2023 Regionalny Puchar Polski PPN Chrzanów (Zwycięstwo)
- 2018 Regionalny Puchar Polski PPN Chrzanów (Zwycięstwo)
- 1/8 finału Pucharu Polski – 1984/1985

Występy w II lidze:
- 1964/1965 – 4. miejsce
- 1965/1966 – 11. miejsce
- 1966/1967 – 11. miejsce
- 1967/1968 – 14. miejsce (spadek)
- 1983/1984 – 12. miejsce
- 1984/1985 – 13. miejsce (spadek)

## Futsal
- Memoriał Stadlera (zwycięstwa w 2017 i w 2018 roku).

## Bilans w sezonach
Źródło
| Sezon                   | Liga     | Poziom ligowy | Miejsce | Mecze | Punkty | Bramki | Awans\Spadek       |
| ----------------------- | -------- | ------------- | ------- | ----- | ------ | ------ | ------------------ |
| 1992/1993               | IV liga  | IV            | 1       | 34    | 54     | 90:33  | awans              |
| 1993/1994               | III liga | III           | 16      | 34    | 24     | 45:59  | spadek             |
| 1994/1995               | IV liga  | IV            | 4       | 34    | 44     | 54:34  |                    |
| 1995/1996               | IV liga  | IV            | 1       | 34    | 80     | 90:22  | awans              |
| 1996/1997               | III liga | III           | 9       | 34    | 48     | 39:42  |                    |
| 1997/1998               | III liga | III           | 8       | 34    | 56     | 52:43  | spadek             |
| 1998/1999               | IV liga  | IV            | 2       | 34    | 63     | 53:34  |                    |
| 1999/2000               | IV liga  | IV            | 7       | 34    | 51     | 50:38  |                    |
| 2000/2001               | IV liga  | IV            | 1       | 30    | 67     | 67:13  | baraż              |
| 2001/2002               | IV liga  | IV            | 8       | 30    | 44     | 44:44  |                    |
| 2002/2003               | IV liga  | IV            | 5       | 30    | 49     | 52:35  |                    |
| 2003/2004               | IV liga  | IV            | 8       | 30    | 42     | 33:34  |                    |
| 2004/2005               | IV liga  | IV            | 7       | 30    | 41     | 37:38  |                    |
| 2005/2006               | IV liga  | IV            | 4       | 30    | 52     | 49:35  |                    |
| 2006/2007               | IV liga  | IV            | 13      | 30    | 28     | 34:64  |                    |
| 2007/2008               | IV liga  | IV            | 14      | 30    | 20     | 31:70  | spadek             |
| reorganizacja rozgrywek |          |               |         |       |        |        |                    |
| 2008/2009               | IV liga  | V             | 10      | 32    | 41     | 41:57  |                    |
| 2009/2010               | IV liga  | V             | 4       | 30    | 55     | 61-33  |                    |
| 2010/2011               | IV liga  | V             | 16      | 30    | 6      | 5-85   | spadek (wycofanie) |
|                         |          |               |         |       |        |        |                    |
| 2014/2015               | B klasa  | VIII          | 2       | 21    | 48     | 70-18  |                    |
| 2015/2016               | B klasa  | VIII          | 1       | 28    | 78     | 158-15 | awans              |
| 2016/2017               | A klasa  | VII           | 1       | 26    | 73     | 138-24 | awans              |
| 2017/2018               | okręgowa | VI            | 4       | 28    | 55     | 68-33  |                    |
| 2018/2019               | okręgowa | VI            | 6       | 28    | 43     | 60-39  |                    |
| 2019/2020               | okręgowa | VI            | 10      | 15    | 21     | 24-23  |                    |
| 2020/2021               | okręgowa | VI            | 9       | 32    | 42     | 68-61  |                    |
| 2021/2022               | okręgowa | VI            | 3       | 30    | 63     | 78-35  |                    |
| reorganizacja rozgrywek |          |               |         |       |        |        |                    |
| 2022/2023               | okręgowa | VII           | 6       | 30    | 50     | 59-47  |                    |
| 2023/2024               | okręgowa | VII           | 1       | 30    | 64     | 85-32  | awans              |
| 2024/2025               | V liga   | VI            | 10      | 32    | 42     | 50-58  |                    |
| 2025/2026               | V liga   | VI            |         |       |        |        |                    |